# خوسيه غوادالوبي مارتينيز
خوسيه غوادالوبي مارتينيز (بالإسبانية: José Guadalupe Martínez)‏ (27 يناير 1983 في المكسيك - ) هو لاعب كرة قدم مكسيكي في مركز حراسة المرمى. شارك مع منتخب المكسيك تحت 20 سنة لكرة القدم. أما مع النوادي، فقد لعب مع نادي بويبلا ونادي تيخوانا ونادي تيكوس ونادي جامعة غوادالاخارا وأتلاتيكو إيرابواتو ونادي كيريتارو.

## وصلات خارجية
- خوسيه غوادالوبي مارتينيز على موقع قاعدة بيانات كرة القدم.إي يو (الإنجليزية)
- خوسيه غوادالوبي مارتينيز على موقع Soccerway.com (الإنجليزية)